# Sphaerocranae octomaculata
Sphaerocranae octomaculata är en insektsart som först beskrevs av Willemse, C. 1957.  Sphaerocranae octomaculata ingår i släktet Sphaerocranae och familjen gräshoppor. Inga underarter finns listade i Catalogue of Life.